# Iris atropurpurea
Iris atropurpurea är en irisväxtart som beskrevs av John Gilbert Baker. Iris atropurpurea ingår i släktet irisar, och familjen irisväxter.
Artens utbredningsområde är Israel. Inga underarter finns listade i Catalogue of Life.

## Bildgalleri

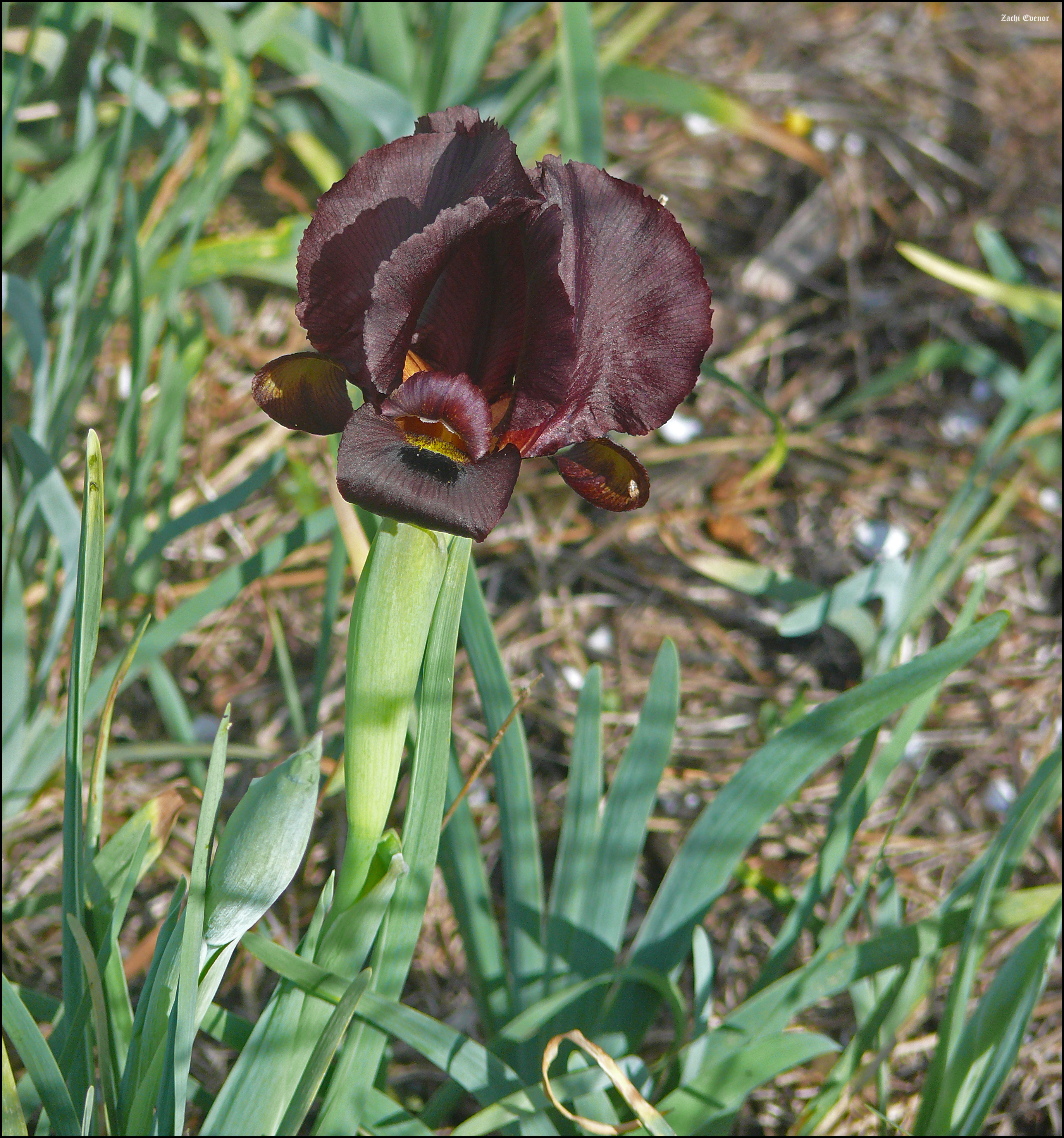
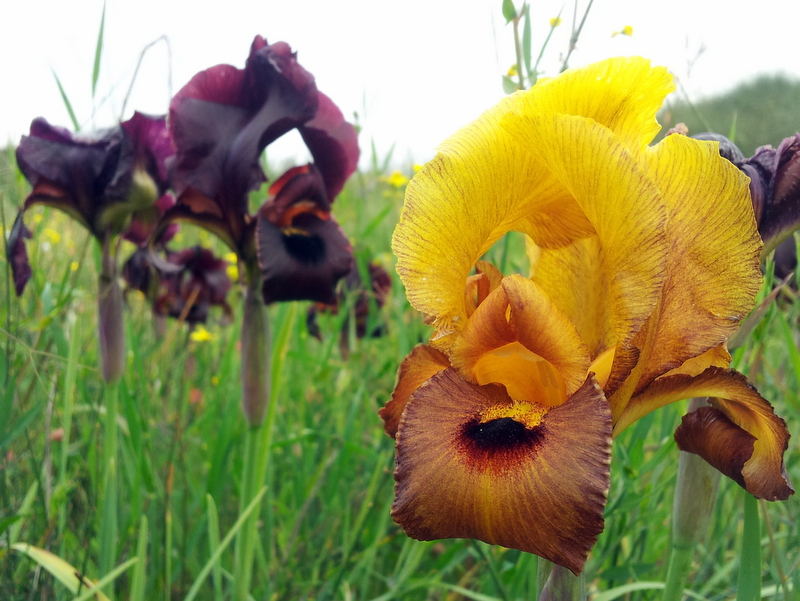
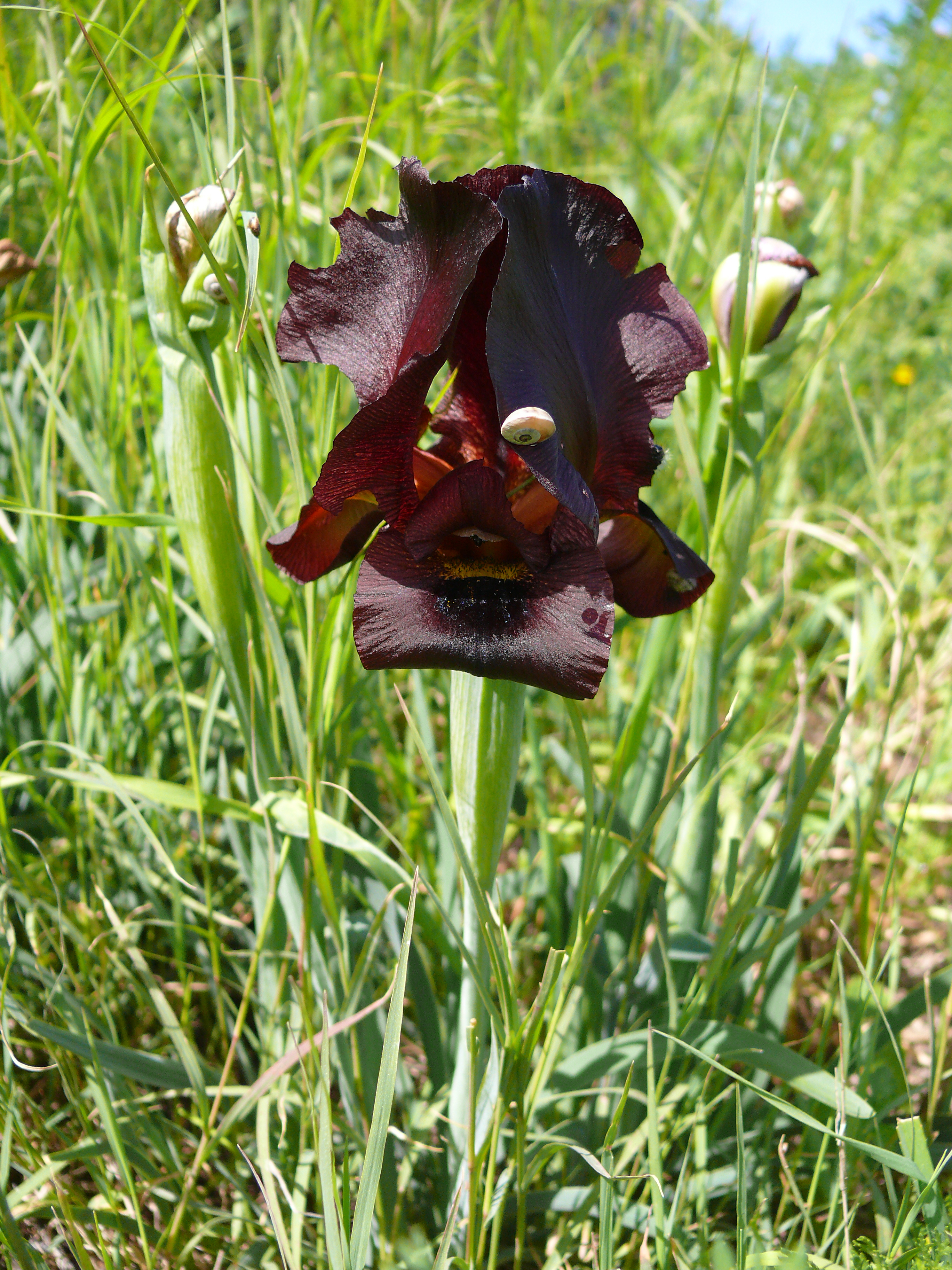